# Вальтер Кіммельманн
Вальтер Кіммельманн (нім. Walter Kimmelmann; 23 серпня 1922, Брук-ан-дер-Лайта — 30 червня 2006, Брук-ан-дер-Лайта) — німецький офіцер-підводник, оберлейтенант-цур-зее крігсмаріне.

## Біографія
23 вересня 1940 року вступив на флот. З серпня 1941 по лютий 1942 року пройшов практику вахтового офіцера на підводному човні U-552. З серпня 1942 року — 2-й, з серпня 1943 року — 1-й вахтовий офіцер на U-431. У вересні-листопаді 1943 року пройшов курс командира човна. З листопада 1943 по липень 1944 року — інструктор зі стрільби в навчальному торпедному з'єднанні. З 4 липня 1944 по 5 травня 1945 року — командир U-139. Після війни став трактирником і художником вивісок.

## Звання
- Кандидат в офіцери (23 вересня 1940)
- Фенріх-цур-зее (1 серпня 1941)
- Оберфенріх-цур-зее (1 липня 1942)
- Лейтенант-цур-зее (1 січня 1943)
- Оберлейтенант-цур-зее (1 жовтня 1944)

## Нагороди
- Залізний хрест 2-го і 1-го класу
- Нагрудний знак мінних тральщиків
- Нагрудний знак підводника